# Campionato mondiale femminile under 20 di pallavolo 2021
Il campionato mondiale femminile under 20 di pallavolo 2021 si è svolto dal 9 al 18 luglio 2021 a Courtrai, in Belgio, e a Rotterdam, nei Paesi Bassi: al torneo hanno partecipato sedici squadre nazionali under 20 e la vittoria finale è andata per la seconda volta all'Italia.

## Impianti
|                                                                               |                                                                                  |  |
|                                                                               |                                                                                  |  |
| Sportcampus Lange Munte Città: Courtrai Capienza: 5 000 Anno d'apertura: 2000 | Topsportcentrum Rotterdam Città: Rotterdam Capienza: 2 500 Anno d'apertura: 1980 |  |

## Regolamento

### Formula
La formula ha previsto: 
- Prima fase, disputata con girone all'italiana: le prime due classificate del girone A e C hanno acceduto al girone E e le prime due classificate del girone B e D hanno acceduto al girone F, mentre le ultime due classificate del girone A e C hanno acceduto al girone G e le ultime due classificate del girone B e D hanno acceduto al girone H.
- Seconda fase, disputata con girone all'italiana: le prime due classificate del girone E e F hanno acceduto alla fase finale per il primo posto e le ultime due classificate del girone E e F hanno acceduto alla fase finale per il quinto posto, mentre le prime due classificate del girone G e H hanno acceduto alla fase finale per il nono posto e le ultime due classificate del girone G e H hanno acceduto alla fase finale per il tredicesimo posto.
- Fase finale, disputata con:
  - Fase finale per il primo posto, giocata con semifinali, finale per il terzo posto e finale.
  - Fase finale per il quinto posto, giocata con semifinali, finale per il settimo posto e finale per il quinto posto.
  - Fase finale per il nono posto, giocata con semifinali, finale per l'undicesimo posto e finale per il nono posto.
  - Fase finale per il tredicesimo posto, giocata con semifinali, finale per il quindicesimo posto e finale per il tredicesimo posto.

### Criteri di classifica
Se il risultato finale è stato di 3-0 o 3-1 sono stati assegnati 3 punti alla squadra vincente e 0 a quella sconfitta, se il risultato finale è stato di 3-2 sono stati assegnati 2 punti alla squadra vincente e 1 a quella sconfitta.
L'ordine del posizionamento in classifica è stato definito in base a:
- Numero di partite vinte;
- Punti;
- Ratio dei set vinti/persi;
- Ratio dei punti realizzati/subiti;
- Risultati degli scontri diretti.

## Squadre partecipanti
| Squadra         | Qualificazione                                     | Ultima partecipazione |
| --------------- | -------------------------------------------------- | --------------------- |
| Argentina       | Wild card                                          | Messico 2019          |
| Belgio          | Paese organizzatore                                | Perù 2011             |
| Bielorussia     | 10ª nel ranking FIVB under 20                      | Thailandia 2003       |
| Brasile         | Wild card                                          | Messico 2019          |
| Egitto          | Wild card                                          | Messico 2019          |
| Italia          | 3ª nel ranking FIVB under 20                       | Messico 2019          |
| Paesi Bassi     | Paese organizzatore                                | Messico 2009          |
| Polonia         | 5ª nel ranking FIVB under 20                       | Messico 2019          |
| Porto Rico      | Wild card                                          | Porto Rico 2015       |
| Rep. Dominicana | Wild card                                          | Messico 2019          |
| Ruanda          | Wild card                                          | Messico 2019          |
| Russia          | 4ª nel ranking FIVB under 20                       | Messico 2019          |
| Serbia          | 2ª al campionato europeo under 19 2020             | Messico 2019          |
| Stati Uniti     | 9ª nel ranking FIVB under 20                       | Messico 2019          |
| Thailandia      | 3 al campionato asiatico e oceaniano under 19 2018 | Repubblica Ceca 2013  |
| Turchia         | 1ª al campionato europeo under 19 2020             | Messico 2019          |

## Torneo

### Prima fase
| Girone A    | Girone B        | Girone C    | Girone D    |
| ----------- | --------------- | ----------- | ----------- |
| Argentina   | Belgio          | Russia      | Bielorussia |
| Brasile     | Porto Rico      | Stati Uniti | Egitto      |
| Paesi Bassi | Rep. Dominicana | Thailandia  | Italia      |
| Ruanda      | Serbia          | Turchia     | Polonia     |

#### Girone A

##### Risultati
| 9 luglio 2021 Topsportcentrum Rotterdam, Rotterdam Durata: 1h:52 - Spettatori: 75   | Argentina   | 0 - 3 | Brasile     | 24-26, 24-26, 24-26        |
| 9 luglio 2021 Topsportcentrum Rotterdam, Rotterdam Durata: 0h:57 - Spettatori: 150  | Paesi Bassi | 3 - 0 | Ruanda      | 25-6, 25-5, 25-6           |
| 10 luglio 2021 Topsportcentrum Rotterdam, Rotterdam Durata: 1h:07 - Spettatori: 55  | Ruanda      | 0 - 3 | Brasile     | 10-25, 15-25, 2-25         |
| 10 luglio 2021 Topsportcentrum Rotterdam, Rotterdam Durata: 1h:26 - Spettatori: 200 | Paesi Bassi | 3 - 0 | Argentina   | 25-18, 25-21, 25-22        |
| 11 luglio 2021 Topsportcentrum Rotterdam, Rotterdam Durata: 1h:09 - Spettatori: 75  | Argentina   | 3 - 0 | Ruanda      | 25-18, 25-10, 25-14        |
| 11 luglio 2021 Topsportcentrum Rotterdam, Rotterdam Durata: 1h:59 - Spettatori: 300 | Brasile     | 1 - 3 | Paesi Bassi | 25-22, 21-25, 16-25, 25-27 |

##### Classifica
| Pos. | Squadra     | Pt | G | V | P | SV | SP | Ratio | PF  | PS  | Ratio |
| ---- | ----------- | -- | - | - | - | -- | -- | ----- | --- | --- | ----- |
| 1.   | Paesi Bassi | 9  | 3 | 3 | 0 | 9  | 1  | 9,000 | 249 | 165 | 1,509 |
| 2.   | Brasile     | 6  | 3 | 2 | 1 | 7  | 3  | 2,333 | 240 | 198 | 1,212 |
| 3.   | Argentina   | 3  | 3 | 1 | 2 | 3  | 6  | 0,500 | 208 | 195 | 1,066 |
| 4.   | Ruanda      | 0  | 3 | 0 | 3 | 0  | 9  | 0,000 | 86  | 225 | 0,382 |

      Qualificata al girone E.
      Qualificata al girone G.

#### Girone B

##### Risultati
| 9 luglio 2021 Sportcampus Lange Munte, Courtrai Durata: 0h:00 - Spettatori: 0    | Porto Rico      | 0 - 3 | Rep. Dominicana | 0–25, 0–25, 0–25    |
| 9 luglio 2021 Sportcampus Lange Munte, Courtrai Durata: 1h:19 - Spettatori: 252  | Belgio          | 0 - 3 | Serbia          | 17-25, 10-25, 15-25 |
| 10 luglio 2021 Sportcampus Lange Munte, Courtrai Durata: 0h:00 - Spettatori: 0   | Belgio          | 3 - 0 | Porto Rico      | 25-0, 25-0, 25-0    |
| 10 luglio 2021 Sportcampus Lange Munte, Courtrai Durata: 1h:18 - Spettatori: 50  | Serbia          | 3 - 0 | Rep. Dominicana | 25-18, 25-20, 25-17 |
| 11 luglio 2021 Sportcampus Lange Munte, Courtrai Durata: 0h:00 - Spettatori: 0   | Serbia          | 3 - 0 | Porto Rico      | 25-0, 25-0, 25-0    |
| 11 luglio 2021 Sportcampus Lange Munte, Courtrai Durata: 1h:28 - Spettatori: 380 | Rep. Dominicana | 3 - 0 | Belgio          | 25-19, 25-21, 25-17 |

##### Classifica
| Pos. | Squadra         | Pt | G | V | P | SV | SP | Ratio | PF  | PS  | Ratio |
| ---- | --------------- | -- | - | - | - | -- | -- | ----- | --- | --- | ----- |
| 1.   | Serbia          | 9  | 3 | 3 | 0 | 9  | 0  | MAX   | 225 | 97  | 2,319 |
| 2.   | Rep. Dominicana | 6  | 3 | 2 | 1 | 6  | 3  | 2,000 | 205 | 132 | 1,553 |
| 3.   | Belgio          | 3  | 3 | 1 | 2 | 3  | 6  | 0,500 | 174 | 150 | 1,160 |
| 4.   | Porto Rico      | 0  | 3 | 0 | 3 | 0  | 9  | 0,000 | 0   | 225 | 0,000 |

      Qualificata al girone F.
      Qualificata al girone H.

#### Girone C

##### Risultati
| 9 luglio 2021 Topsportcentrum Rotterdam, Rotterdam Durata: 1h:17 - Spettatori: ?   | Turchia     | 3 - 0 | Thailandia  | 25-20, 25-18, 25-19        |
| 9 luglio 2021 Topsportcentrum Rotterdam, Rotterdam Durata: 1h:46 - Spettatori: 50  | Russia      | 1 - 3 | Stati Uniti | 20-25, 25-23, 14-25, 17-25 |
| 10 luglio 2021 Topsportcentrum Rotterdam, Rotterdam Durata: 1h:13 - Spettatori: 30 | Thailandia  | 0 - 3 | Stati Uniti | 15-25, 8-25, 13-25         |
| 10 luglio 2021 Topsportcentrum Rotterdam, Rotterdam Durata: 1h:58 - Spettatori: 50 | Turchia     | 1 - 3 | Russia      | 23-25, 25-21, 19-25, 17-25 |
| 11 luglio 2021 Topsportcentrum Rotterdam, Rotterdam Durata: 1h:23 - Spettatori: 40 | Russia      | 3 - 0 | Thailandia  | 25-23, 25-20, 25-16        |
| 11 luglio 2021 Topsportcentrum Rotterdam, Rotterdam Durata: 1h:27 - Spettatori: 40 | Stati Uniti | 3 - 0 | Turchia     | 25-18, 27-25, 25-22        |

##### Classifica
| Pos. | Squadra     | Pt | G | V | P | SV | SP | Ratio | PF  | PS  | Ratio |
| ---- | ----------- | -- | - | - | - | -- | -- | ----- | --- | --- | ----- |
| 1.   | Stati Uniti | 9  | 3 | 3 | 0 | 9  | 1  | 9,000 | 250 | 177 | 1,412 |
| 2.   | Russia      | 6  | 3 | 2 | 1 | 7  | 4  | 1,750 | 247 | 241 | 1,024 |
| 3.   | Turchia     | 3  | 3 | 1 | 2 | 4  | 6  | 0,666 | 224 | 230 | 0,973 |
| 4.   | Thailandia  | 0  | 3 | 0 | 3 | 0  | 9  | 0,000 | 152 | 225 | 0,675 |

      Qualificata al girone E.
      Qualificata al girone G.

#### Girone D

##### Risultati
| 9 luglio 2021 Sportcampus Lange Munte, Courtrai Durata: 1h:24 - Spettatori: 60  | Polonia     | 3 - 0 | Bielorussia | 25-14, 25-19, 25-17               |
| 9 luglio 2021 Sportcampus Lange Munte, Courtrai Durata: 1h:17 - Spettatori: 55  | Italia      | 3 - 0 | Egitto      | 25-15, 25-19, 25-15               |
| 10 luglio 2021 Sportcampus Lange Munte, Courtrai Durata: 1h:37 - Spettatori: 80 | Italia      | 3 - 1 | Polonia     | 25-16, 10-25, 25-21, 25-9         |
| 10 luglio 2021 Sportcampus Lange Munte, Courtrai Durata: 2h:24 - Spettatori: 35 | Egitto      | 2 - 3 | Bielorussia | 23-25, 26-24, 21-25, 25-15, 15-17 |
| 11 luglio 2021 Sportcampus Lange Munte, Courtrai Durata: 1h:26 - Spettatori: 95 | Bielorussia | 0 - 3 | Italia      | 23-25, 17-25, 21-25               |
| 11 luglio 2021 Sportcampus Lange Munte, Courtrai Durata: 1h:18 - Spettatori: 30 | Polonia     | 3 - 0 | Egitto      | 25-11, 25-23, 25-17               |

##### Classifica
| Pos. | Squadra     | Pt | G | V | P | SV | SP | Ratio | PF  | PS  | Ratio |
| ---- | ----------- | -- | - | - | - | -- | -- | ----- | --- | --- | ----- |
| 1.   | Italia      | 9  | 3 | 3 | 0 | 9  | 1  | 9,000 | 235 | 181 | 1,298 |
| 2.   | Polonia     | 6  | 3 | 2 | 1 | 7  | 3  | 2,333 | 221 | 186 | 1,188 |
| 3.   | Bielorussia | 2  | 3 | 1 | 2 | 3  | 8  | 0,375 | 217 | 260 | 0,834 |
| 4.   | Egitto      | 1  | 3 | 0 | 3 | 2  | 9  | 0,222 | 210 | 256 | 0,820 |

      Qualificata al girone F.
      Qualificata al girone H.

### Seconda fase
| Girone E    | Girone F        | Girone G   | Girone H    |
| ----------- | --------------- | ---------- | ----------- |
| Brasile     | Italia          | Argentina  | Belgio      |
| Paesi Bassi | Polonia         | Ruanda     | Bielorussia |
| Russia      | Rep. Dominicana | Thailandia | Egitto      |
| Stati Uniti | Serbia          | Turchia    | Porto Rico  |

#### Girone E

##### Risultati
| 13 luglio 2021 Topsportcentrum Rotterdam, Rotterdam Durata: 2h:02 - Spettatori: 60  | Brasile     | 1 - 3 | Stati Uniti | 22-25, 29-27, 20-25, 14-25        |
| 13 luglio 2021 Topsportcentrum Rotterdam, Rotterdam Durata: 1h:47 - Spettatori: 110 | Paesi Bassi | 3 - 1 | Russia      | 25-16, 25-20, 16-25, 25-22        |
| 14 luglio 2021 Topsportcentrum Rotterdam, Rotterdam Durata: 2h:00 - Spettatori: 40  | Russia      | 3 - 1 | Stati Uniti | 25-13, 25-22, 28-30, 25-23        |
| 14 luglio 2021 Topsportcentrum Rotterdam, Rotterdam Durata: 1h:22 - Spettatori: 110 | Paesi Bassi | 3 - 0 | Brasile     | 25-20, 25-17, 25-18               |
| 15 luglio 2021 Topsportcentrum Rotterdam, Rotterdam Durata: 1h:20 - Spettatori: 40  | Brasile     | 0 - 3 | Russia      | 18-25, 16-25, 17-25               |
| 15 luglio 2021 Topsportcentrum Rotterdam, Rotterdam Durata: 2h:03 - Spettatori: 150 | Stati Uniti | 2 - 3 | Paesi Bassi | 15-25, 22-25, 25-21, 25-21, 10-15 |

##### Classifica
| Pos. | Squadra     | Pt | G | V | P | SV | SP | Ratio | PF  | PS  | Ratio |
| ---- | ----------- | -- | - | - | - | -- | -- | ----- | --- | --- | ----- |
| 1.   | Paesi Bassi | 8  | 3 | 3 | 0 | 9  | 3  | 3,000 | 273 | 235 | 1,161 |
| 2.   | Russia      | 6  | 3 | 2 | 1 | 7  | 4  | 1,750 | 261 | 230 | 1,134 |
| 3.   | Stati Uniti | 4  | 3 | 1 | 2 | 6  | 7  | 0,857 | 287 | 295 | 0,972 |
| 4.   | Brasile     | 0  | 3 | 0 | 3 | 1  | 9  | 0,111 | 191 | 252 | 0,757 |

      Qualificata alle semifinali per il primo posto.
      Qualificata alle semifinali per il quinto posto.

#### Girone F

##### Risultati
| 13 luglio 2021 Sportcampus Lange Munte, Courtrai Durata: 1h:37 - Spettatori: 40 | Serbia          | 3 - 0 | Polonia         | 25-21, 27-25, 25-23        |
| 13 luglio 2021 Sportcampus Lange Munte, Courtrai Durata: 1h:16 - Spettatori: 40 | Rep. Dominicana | 0 - 3 | Italia          | 16-25, 20-25, 15-25        |
| 14 luglio 2021 Sportcampus Lange Munte, Courtrai Durata: 1h:46 - Spettatori: 40 | Italia          | 3 - 1 | Polonia         | 25-12, 19-25, 27-25, 25-12 |
| 14 luglio 2021 Sportcampus Lange Munte, Courtrai Durata: 1h:09 - Spettatori: 35 | Serbia          | 3 - 0 | Rep. Dominicana | 25-13, 25-18, 25-18        |
| 15 luglio 2021 Sportcampus Lange Munte, Courtrai Durata: 1h:13 - Spettatori: 30 | Rep. Dominicana | 0 - 3 | Polonia         | 21-25, 11-25, 16-25        |
| 15 luglio 2021 Sportcampus Lange Munte, Courtrai Durata: 1h:25 - Spettatori: 50 | Serbia          | 0 - 3 | Italia          | 23-25, 18-25, 22-25        |

##### Classifica
| Pos. | Squadra         | Pt | G | V | P | SV | SP | Ratio | PF  | PS  | Ratio |
| ---- | --------------- | -- | - | - | - | -- | -- | ----- | --- | --- | ----- |
| 1.   | Italia          | 9  | 3 | 3 | 0 | 9  | 1  | 9,000 | 246 | 188 | 1,308 |
| 2.   | Serbia          | 6  | 3 | 2 | 1 | 6  | 3  | 2,000 | 215 | 193 | 1,113 |
| 3.   | Polonia         | 3  | 3 | 1 | 2 | 4  | 6  | 0,666 | 218 | 221 | 0,986 |
| 4.   | Rep. Dominicana | 0  | 3 | 0 | 3 | 0  | 9  | 0,000 | 148 | 225 | 0,657 |

      Qualificata alle semifinali per il primo posto.
      Qualificata alle semifinali per il quinto posto.

#### Girone G

##### Risultati
| 13 luglio 2021 Topsportcentrum Rotterdam, Rotterdam Durata: 1h:12 - Spettatori: 25 | Ruanda    | 0 - 3 | Turchia    | 10-25, 9-25, 16-25  |
| 13 luglio 2021 Topsportcentrum Rotterdam, Rotterdam Durata: 1h:15 - Spettatori: 20 | Argentina | 3 - 0 | Thailandia | 25-13, 25-12, 25-18 |
| 14 luglio 2021 Topsportcentrum Rotterdam, Rotterdam Durata: 1h:04 - Spettatori: 25 | Ruanda    | 0 - 3 | Argentina  | 12-25, 7-25, 15-25  |
| 14 luglio 2021 Topsportcentrum Rotterdam, Rotterdam Durata: 1h:17 - Spettatori: 30 | Turchia   | 3 - 0 | Thailandia | 25-17, 25-16, 25-21 |
| 15 luglio 2021 Topsportcentrum Rotterdam, Rotterdam Durata: 1h:15 - Spettatori: 25 | Ruanda    | 0 - 3 | Thailandia | 14-25, 16-25, 16-25 |
| 15 luglio 2021 Topsportcentrum Rotterdam, Rotterdam Durata: 1h:24 - Spettatori: 20 | Turchia   | 3 - 0 | Argentina  | 25-10, 25-22, 25-22 |

##### Classifica
| Pos. | Squadra    | Pt | G | V | P | SV | SP | Ratio | PF  | PS  | Ratio |
| ---- | ---------- | -- | - | - | - | -- | -- | ----- | --- | --- | ----- |
| 1.   | Turchia    | 9  | 3 | 3 | 0 | 9  | 0  | MAX   | 225 | 143 | 1,573 |
| 2.   | Argentina  | 6  | 3 | 2 | 1 | 6  | 3  | 2,000 | 204 | 152 | 1,342 |
| 3.   | Thailandia | 3  | 3 | 1 | 2 | 3  | 6  | 0,500 | 172 | 196 | 0,877 |
| 4.   | Ruanda     | 0  | 3 | 0 | 3 | 0  | 9  | 0,000 | 115 | 225 | 0,511 |

      Qualificata alle semifinali per il nono posto.
      Qualificata alle semifinali per l'undicesimo posto.

#### Girone H

##### Risultati
| 13 luglio 2021 Sportcampus Lange Munte, Courtrai Durata: 0h:00 - Spettatori: 0   | Porto Rico  | 0 - 3 | Bielorussia | 0-25, 0-25, 0-25                 |
| 13 luglio 2021 Sportcampus Lange Munte, Courtrai Durata: 2h:30 - Spettatori: 238 | Belgio      | 2 - 3 | Egitto      | 20-25, 25-18, 29-27, 21-25, 9-15 |
| 14 luglio 2021 Sportcampus Lange Munte, Courtrai Durata: 0h:00 - Spettatori: 0   | Belgio      | 3 - 0 | Porto Rico  | 25-0, 25-0, 25-0                 |
| 14 luglio 2021 Sportcampus Lange Munte, Courtrai Durata: 1h:15 - Spettatori: 28  | Bielorussia | 3 - 0 | Egitto      | 25-18, 25-15, 25-12              |
| 15 luglio 2021 Sportcampus Lange Munte, Courtrai Durata: 0h:00 - Spettatori: 0   | Porto Rico  | 0 - 3 | Egitto      | 0-25, 0-25, 0-25                 |
| 15 luglio 2021 Sportcampus Lange Munte, Courtrai Durata: 1h:10 - Spettatori: 160 | Belgio      | 0 - 3 | Bielorussia | 16-25, 7-25, 11-25               |

##### Classifica
| Pos. | Squadra     | Pt | G | V | P | SV | SP | Ratio | PF  | PS  | Ratio |
| ---- | ----------- | -- | - | - | - | -- | -- | ----- | --- | --- | ----- |
| 1.   | Bielorussia | 9  | 3 | 3 | 0 | 9  | 0  | MAX   | 225 | 79  | 2,848 |
| 2.   | Egitto      | 5  | 3 | 2 | 1 | 6  | 5  | 1,200 | 230 | 179 | 1,284 |
| 3.   | Belgio      | 4  | 3 | 1 | 2 | 5  | 6  | 0,833 | 213 | 185 | 1,151 |
| 4.   | Porto Rico  | 0  | 3 | 0 | 3 | 0  | 9  | 0,000 | 0   | 225 | 0,000 |

      Qualificata alle semifinali per il nono posto.
      Qualificata alle semifinali per l'undicesimo posto.

### Fase finale

#### Finali 1º e 3º posto
|  | Semifinali | Semifinali  | Semifinali |                 |    | Finale | Finale      | Finale |
|  |            |             |            |                 |    |        |             |        |
|  | 1F         | Italia      | 3          |                 |    |        |             |        |
|  | 1F         | Italia      | 3          |                 |    |        |             |        |
|  | 2E         | Russia      | 0          |                 |    |        |             |        |
|  | 2E         | Russia      | 0          |                 | 1F | Italia | 3           |        |
|  |            |             |            |                 | 1F | Italia | 3           |        |
|  |            |             |            |                 |    | 2F     | Serbia      | 0      |
|  | 1E         | Paesi Bassi | 1          |                 |    | 2F     | Serbia      | 0      |
|  | 1E         | Paesi Bassi | 1          |                 |    |        |             |        |
|  | 2F         | Serbia      | 3          |                 |    |        |             |        |
|  | 2F         | Serbia      | 3          | Finale 3° posto |    |        |             |        |
|  |            |             |            |                 |    |        |             |        |
|  |            |             |            |                 |    | 2E     | Russia      | 3      |
|  |            |             |            |                 |    | 2E     | Russia      | 3      |
|  |            |             |            |                 |    | 1E     | Paesi Bassi | 2      |

##### Semifinali
| 17 luglio 2021 Topsportcentrum Rotterdam, Rotterdam Durata: 1h:35 - Spettatori: 130 | Italia      | 3 - 0 | Russia | 25-22, 29-27, 25-23        |
| 17 luglio 2021 Topsportcentrum Rotterdam, Rotterdam Durata: 1h:57 - Spettatori: 280 | Paesi Bassi | 1 - 3 | Serbia | 21-25, 25-17, 23-25, 26-28 |

##### Finale 3º posto
| 18 luglio 2021 Topsportcentrum Rotterdam, Rotterdam Durata: 2h:26 - Spettatori: 190 | Russia | 3 - 2 | Paesi Bassi | 16-25, 23-25, 25-22, 25-22, 22-20 |

##### Finale 1º posto
| 18 luglio 2021 Topsportcentrum Rotterdam, Rotterdam Durata: 1h:25 - Spettatori: 150 | Italia | 3 - 0 | Serbia | 25-18, 25-20, 25-23 |

#### Finali 5º e 7º posto
|  | Semifinali | Semifinali      | Semifinali |                 |    | Finale 5º posto | Finale 5º posto | Finale 5º posto |
|  |            |                 |            |                 |    |                 |                 |                 |
|  | 3E         | Stati Uniti     | 3          |                 |    |                 |                 |                 |
|  | 3E         | Stati Uniti     | 3          |                 |    |                 |                 |                 |
|  | 4F         | Rep. Dominicana | 0          |                 |    |                 |                 |                 |
|  | 4F         | Rep. Dominicana | 0          |                 | 3E | Stati Uniti     | 3               |                 |
|  |            |                 |            |                 | 3E | Stati Uniti     | 3               |                 |
|  |            |                 |            |                 |    | 3F              | Polonia         | 2               |
|  | 3F         | Polonia         | 3          |                 |    | 3F              | Polonia         | 2               |
|  | 3F         | Polonia         | 3          |                 |    |                 |                 |                 |
|  | 4E         | Brasile         | 0          |                 |    |                 |                 |                 |
|  | 4E         | Brasile         | 0          | Finale 7º posto |    |                 |                 |                 |
|  |            |                 |            |                 |    |                 |                 |                 |
|  |            |                 |            |                 |    | 4F              | Rep. Dominicana | 0               |
|  |            |                 |            |                 |    | 4F              | Rep. Dominicana | 0               |
|  |            |                 |            |                 |    | 4E              | Brasile         | 3               |

##### Semifinali
| 17 luglio 2021 Sportcampus Lange Munte, Courtrai Durata: 1h:17 - Spettatori: 30 | Stati Uniti | 3 - 0 | Rep. Dominicana | 25-22, 25-15, 25-18 |
| 17 luglio 2021 Sportcampus Lange Munte, Courtrai Durata: 1h:31 - Spettatori: 45 | Polonia     | 3 - 0 | Brasile         | 25-15, 26-24, 25-15 |

##### Finale 7º posto
| 18 luglio 2021 Sportcampus Lange Munte, Courtrai Durata: ? - Spettatori: ? | Rep. Dominicana | 0 - 3 | Brasile | 18-25, 10-25, 21-25 |

##### Finale 5º posto
| 18 luglio 2021 Sportcampus Lange Munte, Courtrai Durata: 2h:08 - Spettatori: 35 | Stati Uniti | 3 - 2 | Polonia | 14-25, 18-25, 25-16, 29-27, 15-13 |

#### Finali 9º e 11º posto
|  | Semifinali | Semifinali  | Semifinali |                  |    | Finale 9º posto | Finale 9º posto | Finale 9º posto |
|  |            |             |            |                  |    |                 |                 |                 |
|  | 1G         | Turchia     | 3          |                  |    |                 |                 |                 |
|  | 1G         | Turchia     | 3          |                  |    |                 |                 |                 |
|  | 2H         | Egitto      | 1          |                  |    |                 |                 |                 |
|  | 2H         | Egitto      | 1          |                  | 1G | Turchia         | 1               |                 |
|  |            |             |            |                  | 1G | Turchia         | 1               |                 |
|  |            |             |            |                  |    | 1H              | Bielorussia     | 3               |
|  | 1H         | Bielorussia | 3          |                  |    | 1H              | Bielorussia     | 3               |
|  | 1H         | Bielorussia | 3          |                  |    |                 |                 |                 |
|  | 2G         | Argentina   | 0          |                  |    |                 |                 |                 |
|  | 2G         | Argentina   | 0          | Finale 11º posto |    |                 |                 |                 |
|  |            |             |            |                  |    |                 |                 |                 |
|  |            |             |            |                  |    | 2H              | Egitto          | 0               |
|  |            |             |            |                  |    | 2H              | Egitto          | 0               |
|  |            |             |            |                  |    | 2G              | Argentina       | 3               |

##### Semifinali
| 17 luglio 2021 Topsportcentrum Rotterdam, Rotterdam Durata: ? - Spettatori: ?      | Turchia     | 3 - 1 | Egitto    | 24-26, 25-15, 25-15, 25-20 |
| 17 luglio 2021 Topsportcentrum Rotterdam, Rotterdam Durata: 1h:23 - Spettatori: 40 | Bielorussia | 3 - 0 | Argentina | 25-15, 25-17, 25-15        |

##### Finale 11º posto
| 18 luglio 2021 Topsportcentrum Rotterdam, Rotterdam Durata: 1h:20 - Spettatori: ? | Egitto | 0 - 3 | Argentina | 16-25, 15-25, 16-25 |

##### Finale 9º posto
| 18 luglio 2021 Topsportcentrum Rotterdam, Rotterdam Durata: 1h:45 - Spettatori: 40 | Turchia | 1 - 3 | Bielorussia | 25-20, 17-25, 13-25, 21-25 |

#### Finali 13º e 15º posto
|  | Semifinali | Semifinali | Semifinali |                  |    | Finale 13º posto | Finale 13º posto | Finale 13º posto |
|  |            |            |            |                  |    |                  |                  |                  |
|  | 3G         | Thailandia | 3          |                  |    |                  |                  |                  |
|  | 3G         | Thailandia | 3          |                  |    |                  |                  |                  |
|  | 4H         | Porto Rico | 0          |                  |    |                  |                  |                  |
|  | 4H         | Porto Rico | 0          |                  | 3G | Thailandia       | 0                |                  |
|  |            |            |            |                  | 3G | Thailandia       | 0                |                  |
|  |            |            |            |                  |    | 3H               | Belgio           | 3                |
|  | 3H         | Belgio     | 3          |                  |    | 3H               | Belgio           | 3                |
|  | 3H         | Belgio     | 3          |                  |    |                  |                  |                  |
|  | 4G         | Ruanda     | 0          |                  |    |                  |                  |                  |
|  | 4G         | Ruanda     | 0          | Finale 15º posto |    |                  |                  |                  |
|  |            |            |            |                  |    |                  |                  |                  |
|  |            |            |            |                  |    | 4H               | Porto Rico       | 0                |
|  |            |            |            |                  |    | 4H               | Porto Rico       | 0                |
|  |            |            |            |                  |    | 4G               | Ruanda           | 3                |

##### Semifinali
| 17 luglio 2021 Sportcampus Lange Munte, Courtrai Durata: 0h:00 - Spettatori: 0   | Thailandia | 3 - 0 | Porto Rico | 25-0, 25-0, 25-0    |
| 17 luglio 2021 Sportcampus Lange Munte, Courtrai Durata: 1h:10 - Spettatori: 220 | Belgio     | 3 - 0 | Ruanda     | 25-14, 25-13, 25-13 |

##### Finale 15º posto
| 18 luglio 2021 Sportcampus Lange Munte, Courtrai Durata: 0h:00 - Spettatori: 0 | Porto Rico | 0 - 3 | Ruanda | 0-25, 0-25, 0-25 |

##### Finale 13º posto
| 18 luglio 2021 Sportcampus Lange Munte, Courtrai Durata: 1h:26 - Spettatori: 165 | Thailandia | 0 - 3 | Belgio | 20-25, 20-25, 19-25 |

## Classifica finale
| Pos | Squadra         | Rosa |
| --- | --------------- | --- |
|     | Italia          | Formazione: 2 Graziani, 4 Ituma, 5 Monza, 6 Guiducci, 7 Consoli, 9 Omoruyi, 10 Armini, 11 Nervini, 12 Frosini, 13 Gardini, 16 Cagnin, 17 Nwakalor, CT: Bellano            |
|     | Serbia          | Formazione: 1 Tišma, 2 Mandović, 3 Osmajić, 4 Gočanin, 7 Uzelac, 10 Cvetković, 11 Kurtagić, 12 Malešević, 14 Savić, 15 Kockarević, 18 Tica, 19 Pakić, CT: Vasović         |
|     | Russia          | Formazione: 1 Kočurina, 2 Perova, 3 Seljutina, 5 Černova, 6 Kostina, 7 Zamanskaja, 8 Akimova, 12 Suvorova, 13 Šubina, 15 Gorbunova, 16 Slautina, 18 Kobzar', CT: Kurnosov |
| 4.  | Paesi Bassi     | |
| 5.  | Stati Uniti     | |
| 6.  | Polonia         | |
| 7.  | Brasile         | |
| 8.  | Rep. Dominicana | |
| 9.  | Bielorussia     | |
| 10. | Turchia         | |
| 11. | Argentina       | |
| 12. | Egitto          | |
| 13. | Belgio          | |
| 14. | Thailandia      | |
| 15. | Ruanda          | |
| 16. | Porto Rico      | |

## Premi individuali
| Premio                 | Nome            | Squadra     |
| ---------------------- | --------------- | ----------- |
| MVP                    | Gaia Guiducci   | Italia      |
| Miglior palleggiatrice | Gaia Guiducci   | Italia      |
| Miglior opposto        | Vita Akimova    | Russia      |
| Miglior schiacciatrice | Loveth Omoruyi  | Italia      |
| Miglior schiacciatrice | Jolien Knollema | Paesi Bassi |
| Miglior centrale       | Emma Graziani   | Italia      |
| Miglior centrale       | Hena Kurtagić   | Serbia      |
| Miglior libero         | Martina Armini  | Italia      |

## Statistiche
| Rendimento individuale | Rendimento individuale | Rendimento individuale | Rendimento individuale |
| Pos.                   | Nome                   | Punti                  | Squadra                |
| ---------------------- | ---------------------- | ---------------------- | ---------------------- |
| 1                      | Vita Akimova           | 157                    | Russia                 |
| 2                      | Elles Dambrink         | 149                    | Paesi Bassi            |
| 3                      | Jolien Knollema        | 132                    | Paesi Bassi            |
| 4                      | Emily Londot           | 123                    | Stati Uniti            |
| 5                      | Giorgia Frosini        | 110                    | Italia                 |
| 6                      | Anastasija Černova     | 109                    | Russia                 |
| 7                      | Julita Piasecka        | 108                    | Polonia                |
| 8                      | Darya Vakulka          | 98                     | Bulgaria               |
| 9                      | Bianca Cugno           | 95                     | Argentina              |
| 9                      | Allysa Batenhorst      | 95                     | Stati Uniti            |

| Attacchi vincenti | Attacchi vincenti  | Attacchi vincenti | Attacchi vincenti |
| Pos.              | Nome               | Punti             | Squadra           |
| ----------------- | ------------------ | ----------------- | ----------------- |
| 1                 | Vita Akimova       | 139               | Russia            |
| 2                 | Elles Dambrink     | 115               | Paesi Bassi       |
| 3                 | Jolien Knollema    | 108               | Paesi Bassi       |
| 4                 | Emily Londot       | 108               | Stati Uniti       |
| 5                 | Anastasija Černova | 91                | Russia            |
| 6                 | Julita Piasecka    | 90                | Polonia           |
| 7                 | Bianca Cugno       | 84                | Argentina         |
| 8                 | Giorgia Frosini    | 84                | Italia            |
| 9                 | Darya Vakulka      | 82                | Bulgaria          |
| 10                | Allysa Batenhorst  | 82                | Stati Uniti       |

| Muri vincenti | Muri vincenti       | Muri vincenti | Muri vincenti |
| Pos.          | Nome                | Punti         | Squadra       |
| ------------- | ------------------- | ------------- | ------------- |
| 1             | Dominika Pierzchała | 27            | Polonia       |
| 2             | Emma Graziani       | 24            | Italia        |
| 3             | Caroline Crawford   | 23            | Stati Uniti   |
| 4             | Giorgia Frosini     | 21            | Italia        |
| 4             | Linda Nwakalor      | 21            | Italia        |
| 6             | Reagan Hope         | 20            | Stati Uniti   |
| 7             | Kátia Machado       | 19            | Brasile       |
| 7             | Elizaveta Kočurina  | 19            | Russia        |
| 9             | Lívia dos Santos    | 18            | Brasile       |
| 9             | Marije Ten Brinke   | 18            | Paesi Bassi   |
| 9             | Hena Kurtagić       | 18            | Serbia        |

| Battute vincenti | Battute vincenti    | Battute vincenti | Battute vincenti |
| Pos.             | Nome                | Punti            | Squadra          |
| ---------------- | ------------------- | ---------------- | ---------------- |
| 1                | Elles Dambrink      | 22               | Paesi Bassi      |
| 2                | Kseniya Liabiodkina | 13               | Bielorussia      |
| 2                | Britte Stuut        | 13               | Paesi Bassi      |
| 4                | Stephany Gomes      | 12               | Brasile          |
| 4                | Anouck Van Bouwel   | 12               | Belgio           |
| 6                | Karolina Drużkowska | 11               | Polonia          |
| 6                | Çağla Salih         | 11               | Turchia          |
| 6                | Elif Eriçek         | 11               | Turchia          |
| 6                | Anastasija Černova  | 11               | Russia           |
| 6                | Beatrice Gardini    | 11               | Italia           |